# Gimel (lettera)
| fenicio                            | siriaco                            | ebraico                            | arabo |
| ---------------------------------- | ---------------------------------- | ---------------------------------- | ----- |
| Gimel                              | Esṭrangelā gāmal                   | ג                                  | ج‍,ج    |
| Fonema                             | Fonema                             | Fonema                             | [ ɡ ] |
| Posizione nell'alfabeto            | Posizione nell'alfabeto            | Posizione nell'alfabeto            | 3     |
| Valore numerico (Ghimatriah/Abjad) | Valore numerico (Ghimatriah/Abjad) | Valore numerico (Ghimatriah/Abjad) | 3     |

Gīmêl e/o Ghimel (ג) (anche gimmel) è la terza lettera dell'alfabeto fenicio e di quello ebraico. È inoltre la lettera di molti alfabeti semitici, tra cui l'aramaico, l'arabo (ǧīm, ج‎) e il siriaco. Il suo valore fonetico, escluso l'arabo, è una occlusiva velare sonora [ɡ]. Nell'arabo moderno acquisisce vari standard tra cui ɡ (ǧīm).
Nella sua forma protocananea non attestata, la lettera potrebbe essere stata chiamata in base alla raffigurazione di un'arma come la frombola o la lancia, con derivazione dal glifo protosinaitico originato dal geroglifico che segue:
| T14 |

La lettera fenicia ha dato origine alla γ greca, alla г cirillica, alla ج araba e alla g latina.

## Gimelebraica

### Variazioni
| Varianti ortografiche | Varianti ortografiche | Varianti ortografiche | Varianti ortografiche | Varianti ortografiche |
| Vari font tipografici | Vari font tipografici | Vari font tipografici | Corsivo ebraico       | Carattere Rashi       |
| Serif                 | Sans-serif            | Monospazio            | Corsivo ebraico       | Carattere Rashi       |
| --------------------- | --------------------- | --------------------- | --------------------- | --------------------- |
| ג                     | ג                     | ג                     |                       |                       |

Ortografia ebraica compitata: גִּימֵל‎
Bertrand Russell asserisce che la forma della lettera sia un'immagine convenzionale del cammello. Meru Foundation research  La lettera potrebbe essere la rappresentazione della testa, collo e zampe anteriori di un animale ambulante.
La lettera gimel è una delle sei lettere che possono assumere il punto dagesh. Le due funzioni di tale punto dagesh si distinguono come kal (leggero) o hazak (forte). Le sei lettere sono: bet, gimel, daleth, kaph, pe e tav. Tre di loro (bet, kaph e pe) cambiano il rispettivo valore fonetico in ebraico moderno da fricativa a plosiva aggiungendo un punto dagesh. Le altre tre rappresentano la stessa pronuncia anche in ebraico moderno, ma hanno una pronuncia alternativa in certe occasioni e tempi. Nella pronuncia yemenita Temani, la gimel rappresenta /ɡ/, /ʒ/, o /d͡ʒ/ quando con dagesh, e /ɣ/ senza dagesh. In ebraico moderno la combinazione ג׳‎ (gimel seguita da un apostrofo geresh) viene usata in prestiti linguistici e nomi stranieri per denotare d͡ʒ.

### Significato

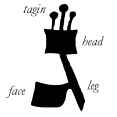
Struttura della lettera gimel coi tagin

Nella gematria, gimel rappresenta il numero 3 (tre).
Viene scritta come una waw con una jodh come "piede", e somiglia ad una persona in moto; simbolicamente, un uomo ricco che corre dietro ad uno povero per fargli della carità, poiché nell'alfabeto ebraico gimel precede daleth, che significa "uomo povero o disagiato", dalla parola ebraica dal.
La parola gimel è connessa a gemul, che significa 'restituzione giustificata', o l'assegnazione di premi e/o punizioni.
Gimmel è inoltre una delle sette lettere che possono essere rappresentate con tre speciali corone sovrastanti (chiamate תָּגִים, tagin - plurale di tag) quando scritte in una Sefer Torah, in questo modo:
 (cfr. anche l'illustrazione qui accanto)
Le altre lettere sono: ע ז ט נ צ ש
In ebraico moderno la frequenza d'uso della lettera gimel, tra tutte le lettere, è del 1.26%.

## Codifica Unicode per lettera e corrispondente simbolo utilizzabile in ambiti non letterari
Nella codifica Unicode, in corrispondenza della lettera ebraica gimel, è presente anche un carattere che identifica il simbolo, utilizzabile in matematica o in altri contesti non letterari, associato alla stessa lettera ma distinto dal carattere che identifica la lettera:
| Carattere | Tipologia              | Unicode esadecimale | Unicode decimale | HTML | TeX    |
| ג         | Gimel, lettera ebraica | &#x5D2;             | &#1490;          |      |        |
| ℷ         | Gimel, simbolo         | &#x2137;            | &#8503;          |      | \gimel |
| --------- | ---------------------- | ------------------- | ---------------- | ---- | ------ |

La differenza tra i due caratteri è che, utilizzando un word processor, il simbolo non provoca l'inversione del senso di scrittura, che rimane quello da sinistra verso destra.
Ciò accade per tutte le prime quattro lettere dell'alfabeto ebraico (vedere anche ảleph, bet, daleth).